# Brunava socken
Brunava socken (lettiska: Brunavas pagasts) är ett administrativt område i Bauska kommun i Lettland.